# Wiera Hauryluk
Wiera Iljiniczna Hauryluk (biał. Вера Ільінічна Гаўрылюк, ros. Вера Ильинична Гаврилюк, Wiera Iljiniczna Gawriluk; ur. 2 lipca?/15 lipca 1904 w Starosielcach, zm. 5 grudnia 1986) – białoruska mistrzyni artystycznego wyplatania słomy, inicjatorka odrodzenia tradycyjnej sztuki słomianych ozdób na Białorusi.

## Życiorys
Urodziła się 15 lipca (2 lipca st. st.) 1904 roku we wsi Starosielce w powiecie białostockim guberni grodzieńskiej Imperium Rosyjskiego. Od 1964 roku pracowała w Brzeskiej Fabryce Pamiątek, gdzie zakładała przemysł wytwarzania artystycznych i użytkowych wyrobów ze słomy. Z myślą o produkcji masowej zaprojektowała szereg wzorów i szablonów do wytwarzania produktów dekoracyjnych i użytkowych w połączeniu z trzciną, nicią, drewnem, skórą (serwetki, torby, kuferki i in.). Przykłady jej twórczości są przechowywane w muzeach na Białorusi i poza jej granicami.
Tradycje Wiery Hauryluk były kontynuowane przez jej córkę Taisę Ahafonienkę i wnuczkę T. Paułouską.